# キミに100パーセント/ふりそでーしょん
『キミに100パーセント/ふりそでーしょん』（キミにひゃくパーセント/ふりそでーしょん）は、きゃりーぱみゅぱみゅの4枚目のシングル。2013年1月30日にワーナーミュージック・ジャパンから、初回限定盤（フォトブック仕様）、通常盤A、“通常盤B しんちゃんバージョン”の3形態で発売された。
きゃりー自身のコメントによると、前作の「ファッションモンスター」では自分本位的な主張が強かった分、今回のシングルは「2曲とも良い子の歌というか、感謝の気持ちを忘れないでねってメッセージが強いものになってる」とのことである。

## 音楽性と歌詞
キミに100パーセント
TVアニメ『クレヨンしんちゃん』のために制作された曲で、同番組の15代目のオープニングテーマ。同番組の歴代の主題歌では使用期間が最長であり、2012年10月19日の放送分から2018年6月29日の放送分まで6年間使用された（なお、2017年7月7日の放送分で一時中断され、2017年10月13日の放送分から再起用した）。子供にも親しみやすい歌詞には「素直な気持ちを人に伝える大事さ」が込められており、それをポップで可愛らしいメロディに乗せている。なお、きゃりーは元々『クレヨンしんちゃん』の熱烈なファンであり、しんちゃんのズボラな性格は自分に通じるところがあると語っている。リリース直前の1月25日には、TVアニメでペリー来航ならぬ『きゃりー来航だゾ』という回が放送され、きゃりーが本人役として劇中に登場した。映画のオープニングとしては、『バカうまっ!B級グルメサバイバル!!』、『ガチンコ!逆襲のロボとーちゃん』、『オラの引越し物語 サボテン大襲撃』、『爆睡!ユメミーワールド大突撃』、『襲来!!宇宙人シリリ』、『爆盛!カンフーボーイズ〜拉麺大乱〜』の6作品にて使われた。
2021年5月に『お願い!ランキング』にて行われた好きな歴代クレヨンしんちゃんの主題歌をファンが投票する企画「みんなのアニソンベスト15　クレヨンしんちゃん編」にて13位を獲得した。
ふりそでーしょん
きゃりーが1月29日に20歳となるのを記念して制作された曲。卒業ソング、バースデーソング、バレンタインソングなどは世に多いが、成人式ソングは珍しい。歌詞には“こどもから大人になる心境”や“生まれてきた感謝のキモチ”が込められており、それを疾走感のある爽快なメロディに乗せ、演奏は前作までに比べると大人びたサウンドで、きゃりーは明るさを前に出して歌っている。特に、普段は感情を抑えた歌い方をするキャリーだが、この曲では2番の歌詞の「ありがとう みんなに会えて」というくだりで観客へ語りかけるように歌うという。きゃりーは「曲ラストがちょっと切ない …（中略）… 少女と大人の狭間を歌ってる感じ」と語っている。

## 収録曲
（全作詞・作曲・編曲：中田ヤスタカ）
1. キミに100パーセント [3:20] 
  - テレビ朝日系アニメ『クレヨンしんちゃん』15代目オープニングテーマ
2. ふりそでーしょん [4:04]
  - テレビドガッチ「豆しぱみゅぱみゅ」CMソング
3. CANDY CANDY（extended mix） [5:15]
4. キミに100パーセント（アニメバージョン） [1:07]　※通常盤B しんちゃんバージョンにのみ収録

## アートワーク
アートワークのコンセプトは「大人になったきゃりーぱみゅぱみゅ」。初回盤のアートワークは「結婚式のきゃりーぱみゅぱみゅ」で、付属のフォトブックでは「妊娠ヌードのパロディ」、「50年後の原宿おばちゃん」などのユーモラスな写真が掲載されている。通常版Aのアートワークの写真は「女優になったきゃりーぱみゅぱみゅ」、通常版Bはクレしん風のイラストになったキャリーが描かれている。『もしもし原宿』で『ミュージック・ジャケット2012』の大賞を受賞した直後だけに、制作に力が入ったとのことである。CDアートワーク・クレジットは以下の通り。
- アートディレクター、デザイナー - STEVE NAKAMURA
- ヘア・メイク - 小西神士
- スタイリスト - 飯嶋久美子
- フォトグラファー - 半沢健

## ミュージック・ビデオ
「キミに100パーセント」の公式ミュージックビデオ（MV）は制作されていない。
「ふりそでーしょん」の公式MVは、ダ・ヴィンチの『最後の晩餐』を模したシーンから始まり、ダンサーたちと初めてのお酒を楽しみながら、スーツのお化けと酔拳やラブシーンを演じつつ、大人になる期待と不安がない混ぜになりながらますます酔いが進んでゆくというストーリーを、ミュージカル風のダンスでコミカルに描いている。
幾何学的な舞台セットは、「誕生日」と「新年」のめでたさを表現するため紅白でシンプルにまとめられている。テーブルの紅白の料理もフードスタイリストが撮影用に現場で調理したものである。きゃりーとダンサーたちのドレスは紅白のエナメルとサテン生地であり、きゃりーはドレスの後ろに20歳を記念する「20」のリボンをつけ、着物風の白いスリットをスカートにつけている。曲名と裏腹に振袖を着なかった理由について、きゃりーは「曲タイトルから「ふりそで」を想像されがち。だけど生まれてきた感謝の気持ちを込めたハッピーな曲なので思い切り歌って踊れるミュージカル風のミュージックビデオにしたかった。なのであえてキモノはやめました!!」と語っている。きゃりーの髪型は大人びた印象を出すため、トレードマークだったツインテールからポニーテールに変わっている。動きの速いダンスについては、多くのダンサーと息を合わせるのが難しかったときゃりーは述べている。劇中に飲酒シーンがあるが、撮影時点ではきゃりーは19歳だったため、ワインの代用としてクランベリージュースを使い、酔っぱらいの演技について監督から細かい指示があった。ミュージックビデオの制作スタッフは次の通り。
- 演出・監督 - 田向潤
- 美術装飾 - 増田セバスチャン
- スタイリスト - 飯嶋久美子

「ふりそでーしょん」のMVは2013年1月9日にワーナーミュージック・ジャパン（以下ワーナー）の公式YouTubeアカウントで公開された。再生回数は12月11日時点で約1,500万回に達し、2013年の日本国内動画の再生回数で4位となった。

### 飲酒描写に対する批判
MV 公開直後の2013年1月18日、学校や職場の懇親会などにおける一気飲みの強要（一気飲ませ）で事故死した子供を持つ親らが中心となって設立した市民団体『イッキ飲み防止連絡協議会』が同MVの内容について、「若者の一気飲みを助長する懸念がある」とする声明を発表。一気飲みを想起させるシーンの削除を求めた要望書をワーナーに送付した。この要望について同協議会は、2010年にWHOが採択した「有害なアルコールの使用を低減するための世界戦略」に沿ったものであるとし、「近年、欧米各国やアジア、オセアニアなどで次々と“有害なアルコールの使用”を防止するための社会規制やキャンペーンが行なわれている」「きゃりーぱみゅぱみゅさんは海外の若者からも高い関心を持たれているファッションリーダー・アーティストであり、ぜひともこうした情勢に配慮を求めたい」と説明した。
ワーナー側は、「未成年者による飲酒を奨励、助長し、連想させようとするものではないが、演出にそのような懸念を抱かせてしまう要素があるならば、ご指摘を真摯に受け止める」と回答した上で、同社のウェブサイト、YouTube の解説・告知欄、カラオケ店などで流れるビデオに「イッキ飲みは絶対にやめましょう! お酒は20歳を過ぎてから!」というメッセージを追加した。きゃりーは自身のTwitterで「イッキ飲みは演出です。酔っ払った世界観をPVで表現しているだけです。みんなで頑張って作り上げた作品に消去以来（依頼）が来てるなんて悲し過ぎる…。もっと自由にいろんな事やりたいのに。。。」と不満を述べている。ファンからはきゃりーに同情的な声が上がる一方、イッキ飲みの犠牲者の遺族を気遣う声もあった。